# 경제로 통일로
경제로 통일로는 KBS 한민족방송(AM 972, 6015, 1170㎑)에서 방송되는 라디오 경제 프로그램이다.
진행자는 KBS 박태원 아나운서이며, 생방송은 월~토요일 새벽 1시 10분부터 새벽 2시까지, 재방송은 월~토요일 오후 4시 10분부터 오후 5시까지와 KBS 1라디오(전국, 수도권 기준 FM 97.3㎒, AM 711㎑) 평일 한정으로 화~토요일 새벽 2시 10분부터 새벽 3시까지, 일요일 새벽 2시부터 새벽 2시 50분까지이다. 단, 이 프로그램은 모두 전국방송이다.
- KBS
- KBS 한민족방송
- KBS 제1라디오